# Conquista di Sidi Alì
La conquista di Sidi Alì è stato un episodio della Guerra Italo-Turca.

## Storia
Conclusa dopo le tre giornate di combattimento del 26, 27 e 28 giugno l'Occupazione di Sidi Said, il Generale Vincenzo Garioni al fine di ottenere il totale controllo delle carovaniere dirette verso il confine tunisino,  controllarne il traffico e poi avanzare liberamente su Zuara, decise di procedere all'occupazione delle alture di Sidi Alì dove si trovavano ingenti forze nemiche, stimate in circa 5000 uomini.
Il 14 luglio le truppe italiane articolate su due colonne di cui una al comando del generale Tommaso Lequio di Assaba e l'altra costituente riserva divisionale al comando del generale Alberto Cavaciocchi attaccarono le posizioni nemiche. Le forze del generale Lequio con un battaglione "Granatieri di Sardegna", l'11º bersaglieri e il VII Battaglione eritreo occupò dopo un violento combattimento il marabutto di Sidi Alì. La colonna Cavaciocchi con due battaglioni di fanteria e il VII Battaglione eritreo respinse forti attacchi provenienti da Zelten e da Redgalin. Attaccato alla baionetta e sotto il fuoco incrociato delle artiglierie, il nemico fu costretto alla ritirata dopo aver sostenuto ingenti perdite. Da parte italiana si contarono 16 morti di cui 4 ascari e 73 feriti.